# Elena Cuza
Elena Cuza (nacida Elena Rosetti, Iași, 1825-Piatra Neamț, 1909) fue una filántropa rumana, esposa de Alexandru Ioan Cuza, domnitor de Rumanía.

## Biografía

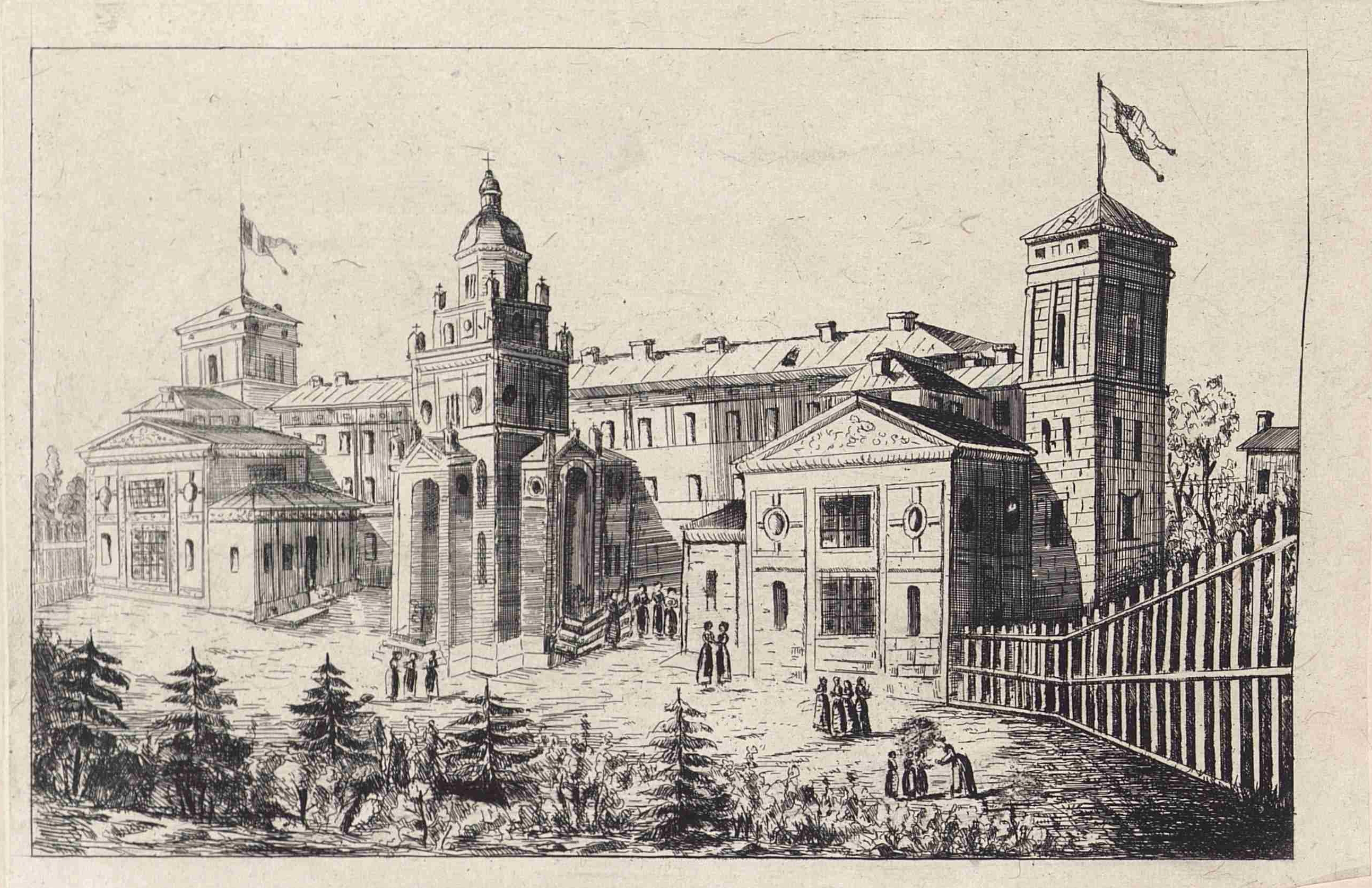
Asilo Elena Doamna

Nacida el 17 de junio de 1825 en Iași, era hermana de Th. Rosetti. En 1844 se casó con Alexandru Ioan Cuza, por entonces magistrado en Galați y futuro domnitor de Rumanía. Durante el reinado de su marido, llevó a cabo actividades filantrópicas.
Con un primer fondo aportado por ella y luego aumentado con una suscripción pública, sentó las bases del orfanato de Cotroceni, que llevó el nombre de asilo Elena Doamna y cuyo objetivo era criar y educar a niñas huérfanas pobres. Hacia finales del siglo XIX, ya anciana, estaba instalada en Piatra Neamț. Falleció el 2 o 3 de abril de 1909 en Piatra Neamț.